# هارولد أونيل
هارولد أونيل (بالإنجليزية: Harold Howard O'Neill)‏ هو سياسي أسترالي، ولد في 12 أكتوبر 1928، وتوفي في 30 أكتوبر 1983. حزبياً، نشط في حزب العمال الأسترالي (فرع جنوب أستراليا) ‏. في 1979 South Australian state election ‏، انتخب عضو مجلس النواب جنوب أستراليا من الجمعية عن دائرة Electoral district of Florey ‏ وقد انضم خلال فترته النيابية (15 سبتمبر 1979 – 11 أغسطس 1982) للكتلة البرلمانية حزب العمال الأسترالي (فرع جنوب أستراليا) ‏.